# Intramuros
Intramuros, en la ribera meridional del río Pasig, es el distrito amurallado de la ciudad de Manila (Filipinas), y ubicación original de la ciudad, fundada por Miguel López de Legazpi en 1571.

## Historia
Era el centro original de gobierno, educación y comercio en las Filipinas españolas. Fundado en 1571, fue entregado por España intacto a los Estados Unidos con motivo de la invasión de 1898, que conculcaba la soberanía española de las islas tras 333 años de virreinato. 
Posteriormente, el sector fue arrasado durante la Segunda Guerra Mundial por las fuerzas norteamericanas ya que pese a las órdenes del general en jefe Japonés en Filipinas, cerca de 15.000 soldados japoneses se refugiaron dentro con idea de resistir hasta la muerte.
Contenía notables ejemplos de la arquitectura colonial española de los siglos XVII, XVIII y XIX, tales como hospitales, colegios, conventos y sedes gubernamentales. Así, aparecen dibujos elaborados durante la Expedición Malaspina (1789-1794). Aún se pueden contemplar las murallas que dieron origen al nombre de la ciudadela; la versión modernizada del Palacio del Gobernador (en el lugar donde se levantaba el antiguo Hotel Inglés, en la Plaza de la Catedral); los restos del Fuerte de Santiago, en honor al sexto gobernador español de Filipinas Santiago de Vera, así como muchas iglesias católicas como la imponente de San Agustín, construida por el soldado y arquitecto Juan Macías en 1586. La actual catedral es réplica de la primitiva, destruida por un terremoto en el siglo XIX.

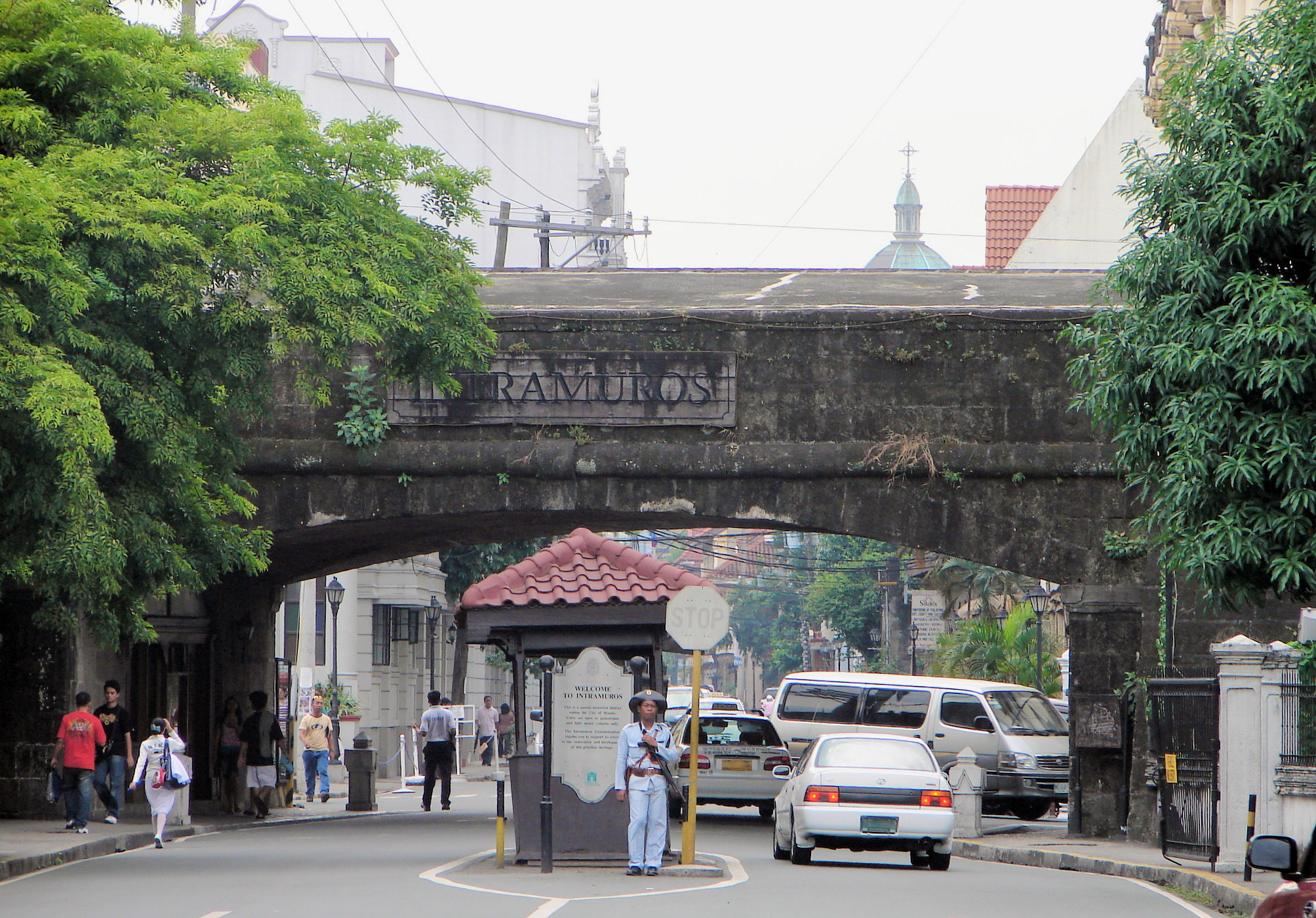
Puerta de entrada a Intramuros.
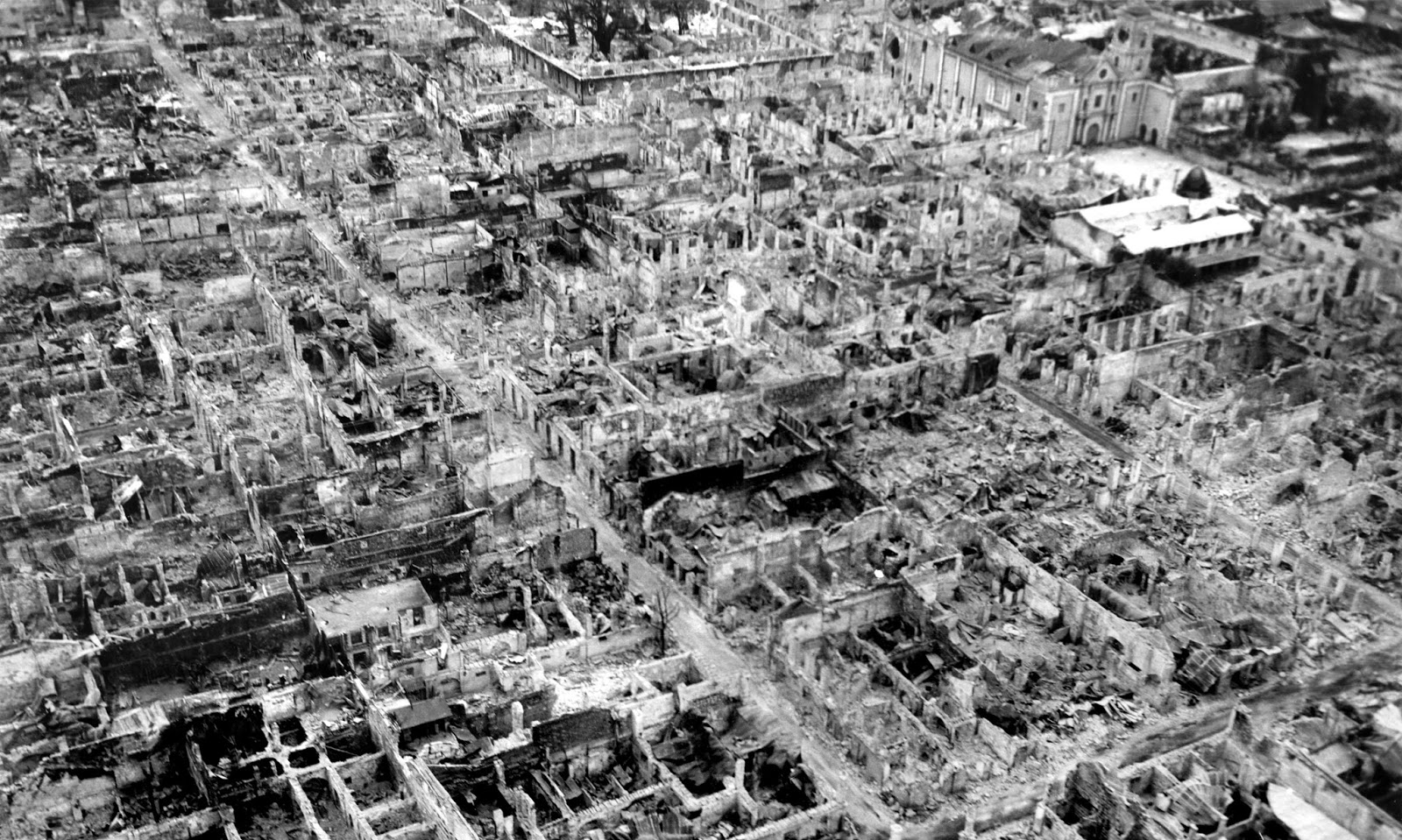
Intramuros destruido, en mayo de 1945.
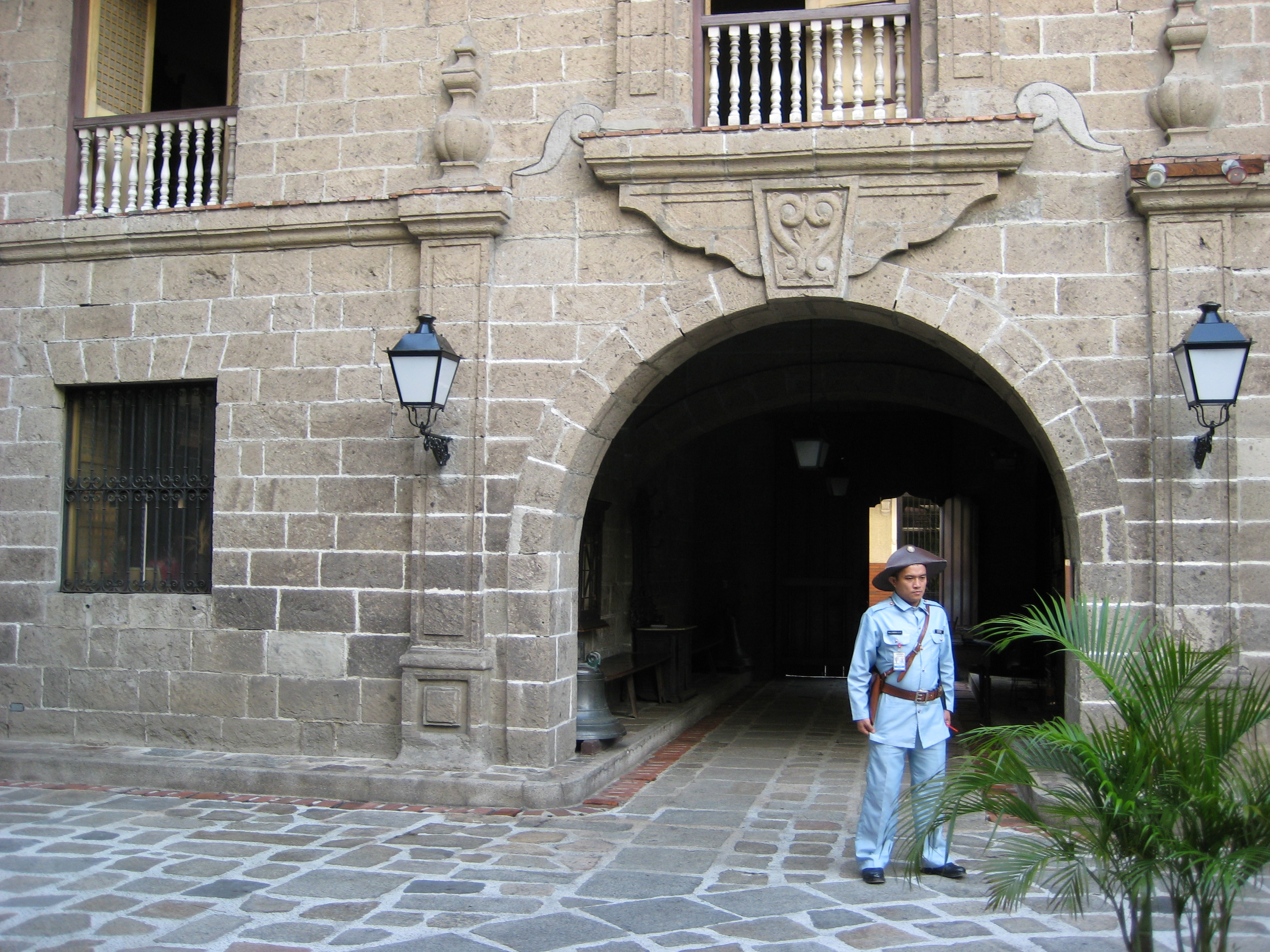
Vista de un patio colonial.
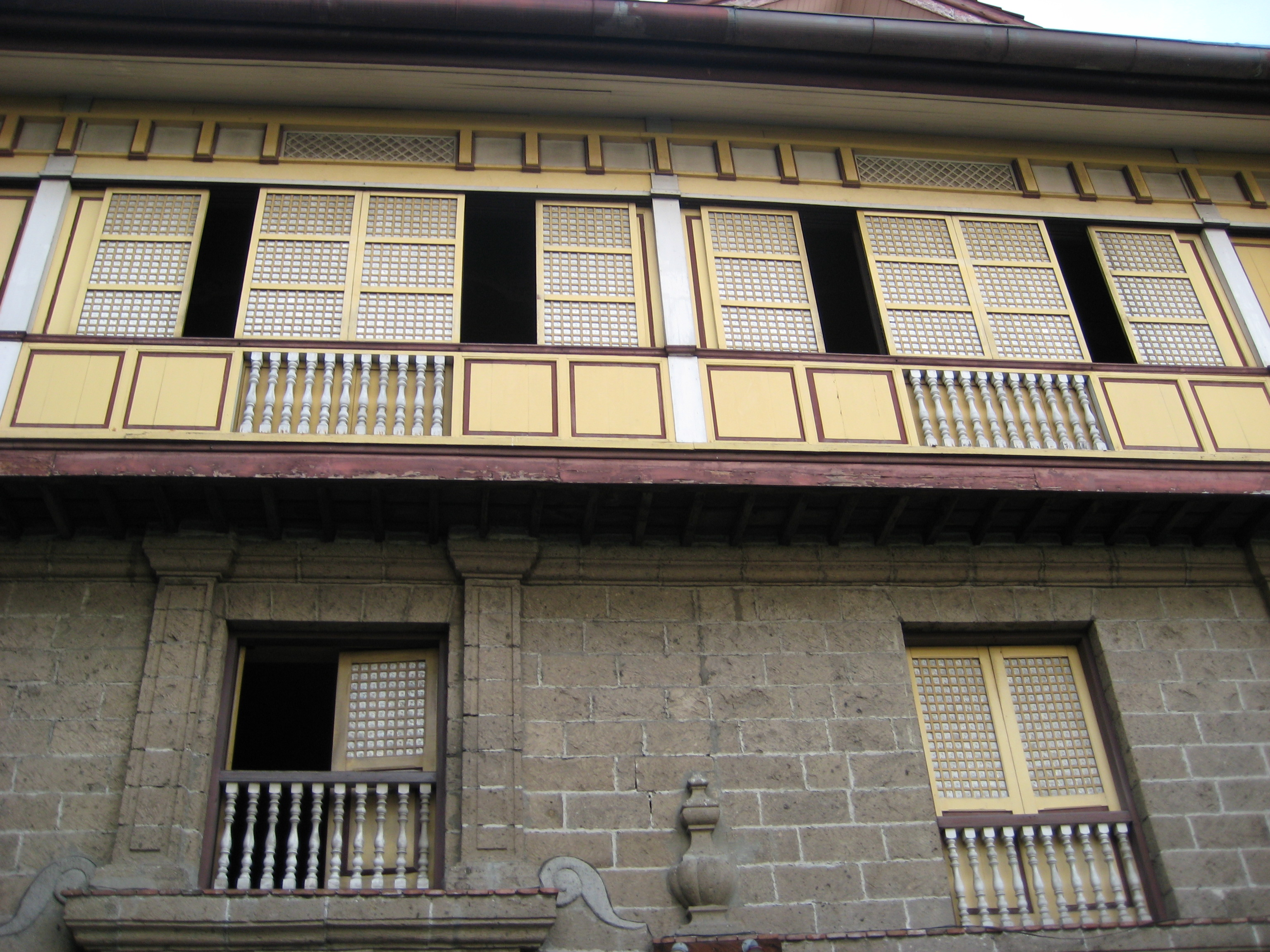
Fachada de una casa colonial.
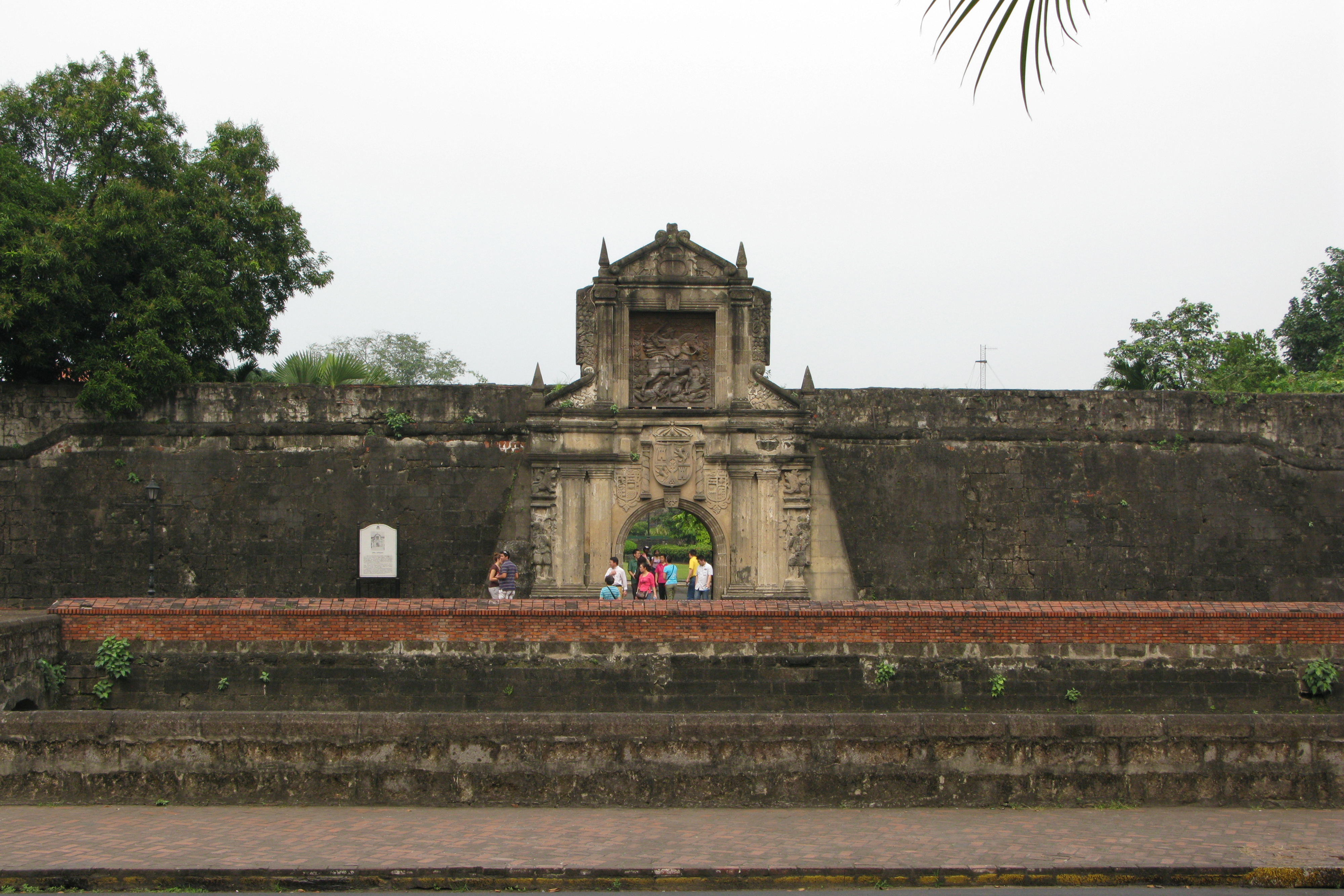
Fort Santiago
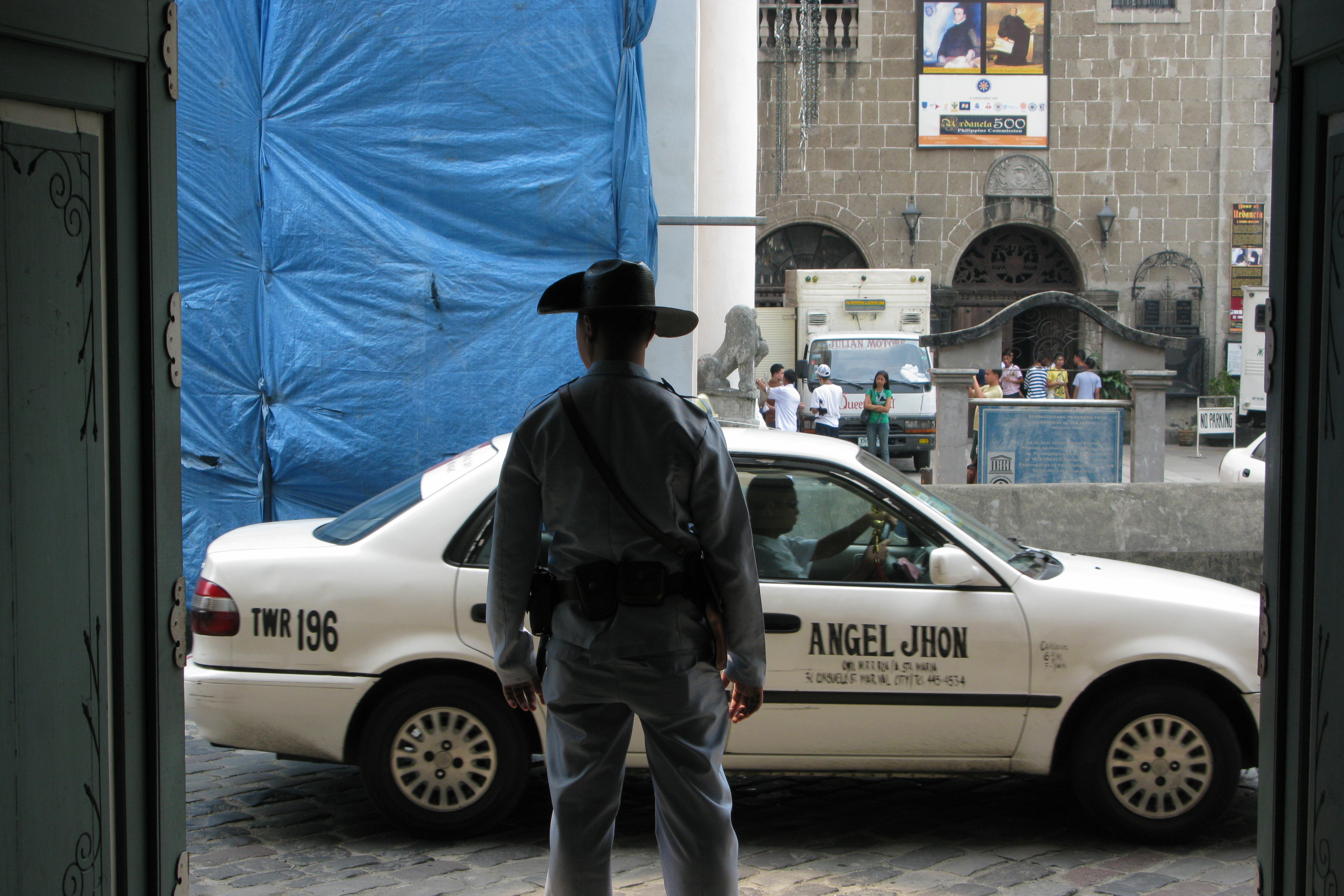
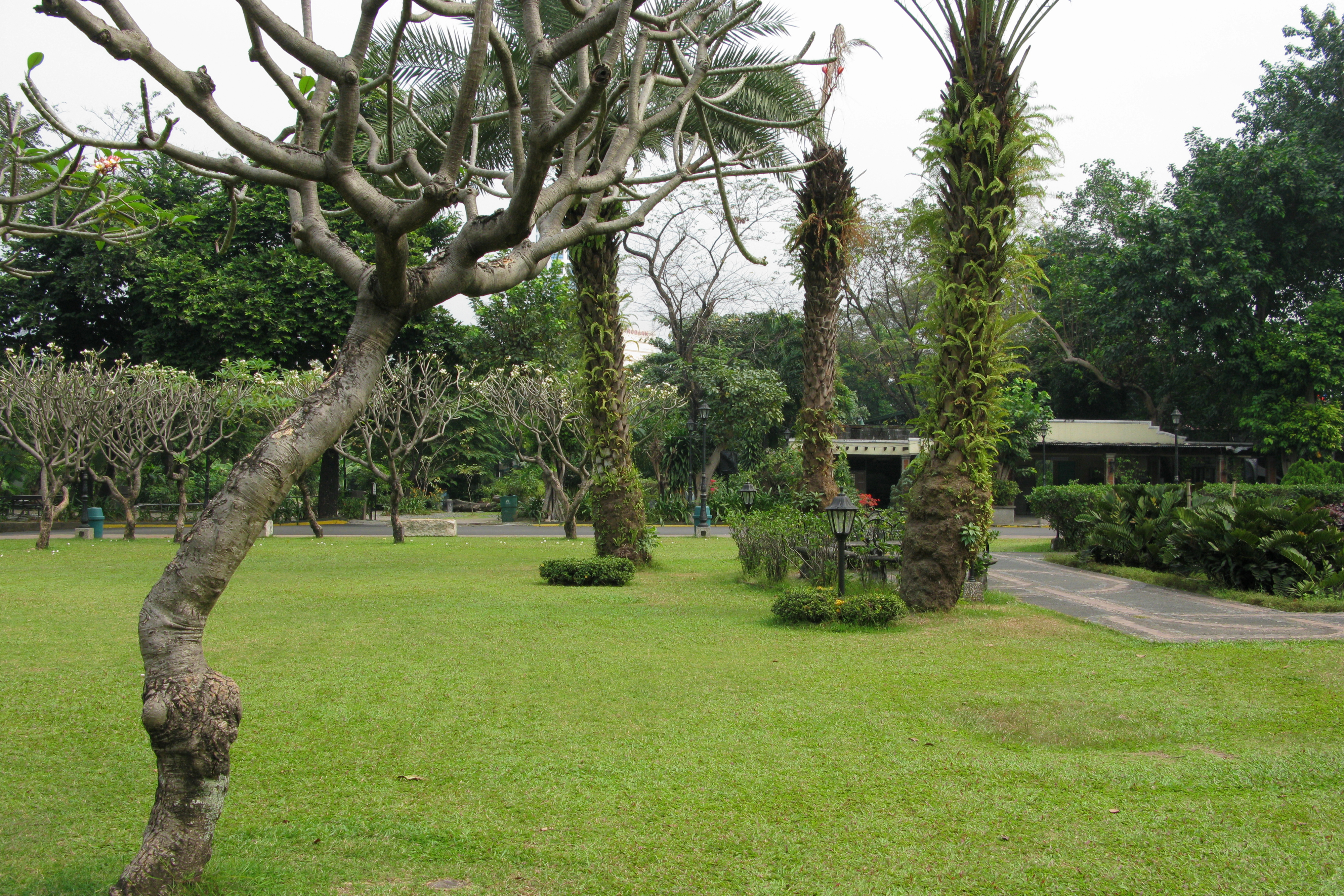